# 醫和專案
醫和專案，為2004年中華民國外交部執行的外交專案，主要內容為為了推動台灣加入世界衛生組織（WHO），欲收買韓國醫界重量級人物Park Tung-San替台灣發聲。該專案預算不詳，但已知支付三期共500萬美元。該專案成效不彰，台灣至今未能以正式會員身分加入WHO。

## 外部連結
- 下波鎖定外交貪瀆 醫和專案、拉美專案是重點 （页面存档备份，存于） 2008-11-19